# Serra de Sant Iscle
La serra de Sant Iscle és una serra situada al municipi de Sabadell a la comarca del Vallès Occidental, amb una elevació màxima de 244 metres.